# 荒尾静一
荒尾 静一（あらお せいいち、1897年1月 - 没年不詳）は、日本の元俳優、舞踏家、振付師、元オペラ歌手である。荒尾 靜一と表記されることもある。本名及び旧芸名は吉冨 一郎（よしとみ いちろう）。マキノ・プロダクションの主要人物の一人であり、東京少女歌劇団の花形としても知られる。

## 来歴・人物
1897年（明治30年）1月、鹿児島県に生まれる、とされている。『日本歌劇俳優写真名鑑』（歌舞雑誌社）には、生年は「明治三十年五月十三日」（1897年5月13日）である旨が記されている。また、2000年（平成12年）4月1日に発行された『日本映画興亡史 マキノ一家』（ワイズ出版）には、生年・出生地は不詳としている。

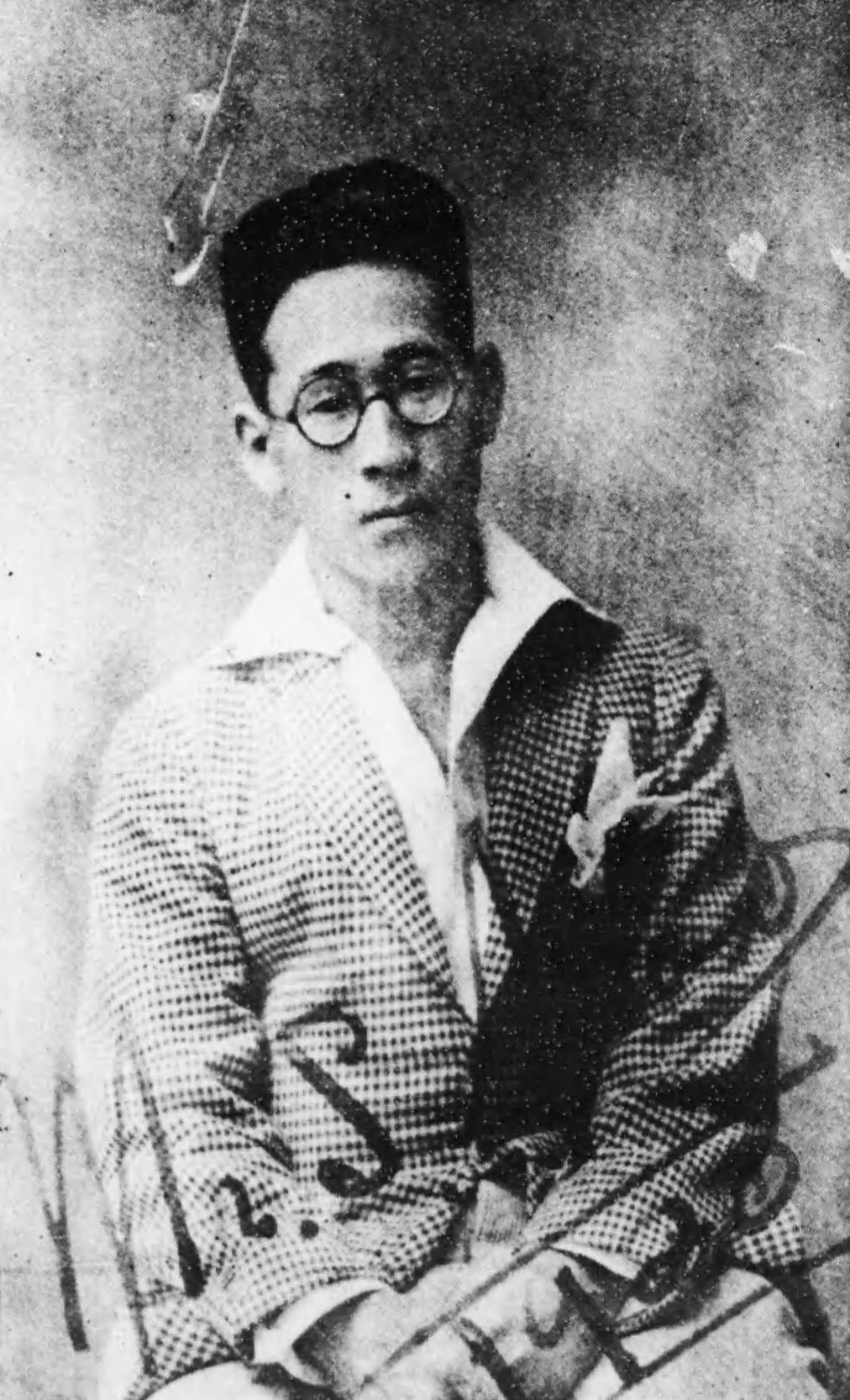
1920年（大正9年）の写真、満23歳。

旧制・海城中学校（現在の海城高等学校）在学中から音楽研究所で声楽を学び、1912年（明治45年）、同中学校卒業後は早稲田大学に進学する傍ら高田舞踊団に入団、西本朝春らと同じ小学校出身の高田雅夫、石井漠らに師事して舞踊を学ぶ。1918年（大正7年）3月、旭歌劇団に加入し、「荒尾 靜一」を名乗って日本館で初舞台を踏む。この間、早稲田大学を卒業する。その後、東京少女歌劇団に加わり、「荒馬」と称されるほどの人気を博した。また一時期、同劇団を退団して舞踏の研究に専念していたこともある。翌々年1920年（大正9年）に発行された『日本歌劇俳優写真名鑑』及び1921年（大正10年）に発行された『日本歌劇俳優名鑑』（活動倶楽部社）によれば、東京府東京市本所区新小梅町（後の東京府東京市本所区向島、現在の東京都墨田区向島1-5丁目）に住み、この当時の趣味は野球、尺八、読書であり、特技は舞踊であった。
ところが、1923年（大正12年）9月1日に関東大震災が発生。折からの歌劇界不振により、間も無く退団。1927年（昭和2年）3月、中根龍太郎（1901年 - 1944年）の紹介によりマキノ・プロダクションに入社し、映画俳優に転向する。同年9月15日に公開された芝蘇呂門監督映画『狂めく舞踏場』で主演を務めたのを始め、以後、脇役として多数の作品に出演する。1929年（昭和4年）に発行された『日本映画俳優名鑑 昭和五年版』（映画世界社）によれば、京都府葛野郡花園村宮ノ上町（現在の同府右京区花園宮ノ上町）に住み、趣味はスポーツで、お酒と女が嗜好であるという。また同書によると、後にトーキー部に所属し、専心擬音効果の研究に没頭していたというが、1930年（昭和5年）に退社。トーキー映画の出演は果たせなかったものの、同年8月8日に公開された阪田重則監督映画『進軍喇叭』において、荒尾は映画スタッフとして音響効果を担当した。
1931年（昭和6年）、フリーランサー協会に所属する。その後、芸名を本名の「吉冨 一郎」に改名して、宝塚歌劇団、ムーランルージュ新宿座などの振付師に転向した。第二次世界大戦終結後も引き続き活動していたが、1948年（昭和23年）1月に出版された『歌劇』（宝塚クリエイティブアーツ）における談話を最後に消息を確認できず、以後の消息は伝えられていない。没年不詳。

## 出演作品

### マキノ・プロダクション御室撮影所
特筆以外、全て製作は「マキノ・プロダクション御室撮影所」、配給は「マキノ・プロダクション」、特筆以外は全てサイレント映画である。
- 『踊る霊魂』：監督芝蘇呂門、1927年7月29日公開 - 河合静夫
- 『狂めく舞踏場』：監督芝蘇呂門、1927年9月15日公開
- 『潮やけ小自棄』（『潮自棄小やけ』）：監督井上金太郎、1927年10月14日公開
- 『孤島の勇者』：監督富沢進郎、1927年11月11日公開
- 『八笑人』：監督マキノ正博、1927年12月31日公開 - 兄出目助
- 『愛しき彼』：監督マキノ正博、1928年1月29日公開
- 『燃ゆる花片』：監督マキノ正博、1928年3月1日公開
- 『忠魂義烈 実録忠臣蔵』：総指揮・監督マキノ省三、1928年3月14日公開 - 勅使・早川宗助
- 『紅手袋 前篇』：監督川浪良太、製作マキノ・プロダクション名古屋撮影所、1928年6月15日公開
- 『紅手袋 後篇』：監督川浪良太、製作マキノ・プロダクション名古屋撮影所、1928年6月22日公開
- 『噫山東』：監督吉野二郎、1928年6月29日公開
- 『鉄血団』：監督川浪良太、1928年7月20日公開
- 『傴僂の兄貴』：監督稲葉蛟児、1928年8月15日公開
- 『新聞』：監督三上良二、1928年9月21日公開
- 『大学のイーグル 第一篇』：監督川浪良太、1928年9月28日公開
- 『兄貴』：監督三上良二、1928年10月26日公開
- 『大学のイーグル 第三篇』：監督川浪良太、1929年1月20日公開 - 藤枝サム
- 『スキー行進曲』：監督三上良二、1929年2月1日公開
- 『異説 清水一角』：監督二川文太郎、1929年3月31日公開 - 鎌首の兵六
- 『進軍喇叭』：監督阪田重則、1930年8月8日公開 - 音響効果（映画スタッフ） ※トーキー